# 24e Leger (Wehrmacht)
Het 24e Leger (Duits: 24. Armee) was een Duits leger in de Tweede Wereldoorlog. In feite was het geen echt leger, maar alleen een kaderorganisatie.

## Krijgsgeschiedenis

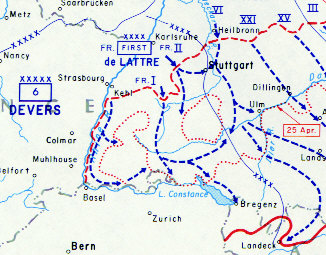
De opmars van de tegenstander: het 1e Franse Leger

Het 24e Leger werd opgericht op 17 oktober 1944 aan de Duits/Zwitserse grens bij Lörrach in Wehrkreis V uit stellv. Gkdo. V. Het leger werd meteen ingezet ter bescherming van de Zwitserse grens tegen een vermeende geallieerde aanval via Zwitserland. Het leger had nauwelijks gevechtstroepen ter beschikking. Vanaf februari 1945 kwam het leger zelfs onder bevel van het 19e Leger. Toen de geallieerde troepen (hier het 1e Franse Leger) in april oprukten door Zuid-Duitsland, werd het leger tot de terugtocht gedwongen. Het leger kon uit de Franse val ontsnappen door over te steken over het Bodenmeer. Op 26 april kreeg het leger eindelijk zijn eerste (en enige) reguliere gevechtseenheid toegewezen, Division Nr. 405. Op dezelfde dag kreeg het leger de opdracht de Vorarlberg te verdedigen. Maar dit was eigenlijk meer terugtrekken. Nadat het leger terugtrok door de Vorarltunnel, boden onderhandelaars de overgave aan bij de Fransen. Maar uiteindelijk week het leger nog uit in de Amerikaanse zone.
Het 24e Leger capituleerde op 5 mei 1945 in Vorarlberg  aan de 44e Amerikaanse Infanteriedivisie.

## Commandant
| Rang                   | Naam         | Begin           | Eind       |
| ---------------------- | ------------ | --------------- | ---------- |
| General der Infanterie | Hans Schmidt | 17 oktober 1944 | 5 mei 1945 |